# أريزونا دايموند باكس
فريق أريزونا دايموند باكس (بالإنجليزية: Arizona Diamondbacks) أو اختصارا ( د. باكس ) هو فريق كرة قاعدة أمريكي مقره في مدينة فينيكس في ولاية أريزونا. وينافس في دوري كرة القاعدة الرئيسي (م ل ب) في القسم الغربي من الدوري الوطني. ويلعب الفريق المباريات على أرضه في ملعب شايس فيلد.
في 9 مارس 1995 ، تم منح مدينة فينيكس امتياز لتكوين فريق للعب لموسم 1998. ودفعت رسوم للامتياز بقيمة 130 مليون دولار إلى دوري كرة القاعدة الرئيسي وفي 16 يناير 1997 تم التصويت رسميًا على إدراج دايموند باكس في الدوري الوطني. ولعب أول مباراة رئيسية للفريق ضد كولورادو روكيز في 31 مارس 1998. ومنذ مشاركتهم لأول مرة فاز بخمسة ألقاب في القسم الغربي من الدوري الوطني.
ظفر الفريق بالفوز ببطولة العالم في موسم 2001 وهو الموسم الرابع منذ تأسيسه، بعد أن تغلب على نيويورك يانكيز بأربع مباريات مقابل 3 في نهائي بطولة العالم 2001.